# Ksawera Grochal
Ksawera Grochal z domu Kowalewska (ur. 22 listopada 1934 w Gdyni, zm. 10 marca 1997) – polska lekkoatletka, specjalistka rzutu oszczepem, dwukrotna mistrzyni Polski.

## Kariera
Była mistrzynią Polski w rzucie oszczepem w 1962 i 1963 oraz wicemistrzynią w 1961.
19 lipca 1953 poprawiła rekord Polski, wynikiem 45,59.
W latach 1961–1963 trzy razy wystąpiła w meczach reprezentacji Polski, bez zwycięstw indywidualnych.
Rekord życiowy Ksawery Grochal w rzucie oszczepem wynosił 51,14 m (19 maja 1962 w Bielawie).
Była zawodniczką klubów wrocławskich: Stali, Budowlanych, Czarnych i Gwardii.
Została pochowana 24 maja 1997 na Cmentarzu Osobowickim we Wrocławiu.